# Vama Veche
Vama Veche (vertaling: Oude Douane) is een dorp aan de Zwarte Zee dat maar een paar kilometers verwijderd ligt van de Bulgaarse grens.
Het dorp behoort tot het district Constanța en is erg toeristisch.
Vama Veche staat bekend om het Stufstockfestival, waar veel beroemde muziekartiesten optreden. In 2005 kwamen er meer dan 40.000 bezoekers naar dit festival.
Van noord naar zuid:
Mamaia · Eforie (Nord · Sud) · Costinești · Olimp · Neptun · Jupiter · Cap Aurora · Venus · Saturn · 2 Mai · Vama Veche